# بسامد ابرپایین
بسامد ابرپایین (انگلیسی: Super low frequency) که به اختصار SLF نامیده می‌شود، بازه‌ای از موج‌های رادیویی تابش الکترومغناطیسی در بازه بسامد میان ۳۰ هرتز و ۳۰۰ هرتز است. این بسامد دارای طول موج ۱۰٬۰۰۰ تا ۱۰۰۰ کیلومتر است. این بازه بسامد شامل بسامدهای جریان متناوب انتقال انرژی الکتریکی (۵۰ هرتز و ۶۰ هرتز) است.